# Дяченки (золотарі)
Дяче́нки — українські золотарі XVIII — 2-ї половини XIX століття. Працювали в Києві.
- Іван Олексійович Дяченко (?—1806). У 1794 році був старшиною управи ремісничих цехів. Збереглася його роботи шата на ікону Воскресенської церкви Брусилова, де є підпис майстра (1798; Національний музей історії України);
- Його син Олексій Іванович Дяченко (1778 — 8 травня 1855). У 1827 році був цехмістером срібного цеху.
- Онук Іван Олексійович Дяченко (1804 — ?). Належав до золотарського цеху. 1826 року Київський магістрат послав його до Москви для навчання пробірної справи.